# Колядин, Семён Николаевич
Семён Николаевич Колядин — русский агроном.
Был преподавателем Харьковской и Черниговской (1811—1813) гимназий.
С 1823 года — член Вольного общества любителей словесности, наук и художеств.
Автор брошюры «Новоизобретенный, улучшенный и выгоднейший способ очищать масла, получаемые из семян растительных тел» (СПб., 1822).
Перевёл «Наставление сельским хозяевам о приготовлении льна и пеньки без мочения», Христиана, с французского издания хозяйственного департамента министерства внутренних дел (СПб., 1819); «Описание новоизобретенной машины, служащей для стрижения сукна и других шерстяных изделий» (с нем., СПб., 1821); «Физиология растений» (с лат., СПб., 1826).